# Krzywica (powiat wołomiński)
Krzywica – wieś w Polsce położona w województwie mazowieckim, w powiecie wołomińskim, w gminie Klembów. Ma status sołectwa.
W latach 1975–1998 miejscowość należała administracyjnie do województwa ostrołęckiego.
Wierni Kościoła rzymskokatolickiego należą do parafii Najświętszej Maryi Panny Matki Kościoła w Ostrówku.